# 贖罪 (イアン・マキューアンの小説)
『贖罪』 (しょくざい、原題：Atonement) は、個人的な贖罪についての理解と必要性への対応に関して、イギリスの小説家イアン・マキューアンが2001年に書いたメタフィクション小説である。1935年のイギリス、第二次大戦期のイギリスとフランス、そして現代のイギリスという3つの年代が舞台となっている。小説が描いているのは、上流階級の少女のいくぶん無邪気な過失が生活を破壊したこと、彼女がその過失の影の中で成人したこと、そしてものを書くことの本質についての考察である。
マキューアンの最も良い作品の一つであるとみなされており、2001年に小説部門のブッカー賞最終候補作となった。2010年にはタイム誌が、1923年以来の100の偉大な英語小説のリストに『贖罪』を加えている。
2007年にこの作品は英国映画テレビ芸術アカデミーにより同名の映画に改作され、アカデミー賞作品賞にノミネートされた。出演はシアーシャ・ローナン、ジェームズ・マカヴォイ、キーラ・ナイトレイ、監督はジョー・ライト。

## あらすじ

### 第1部
作家の素養がある13歳のイギリス少女ブライオニー・タリスは、両親と共に郊外の屋敷に住んでいる。姉のセシーリアは、タリス家の家政婦の息子で幼馴染のロビー・ターナーと共に、ケンブリッジ大学を卒業したばかりである。ロビーの学費は姉妹の父親が出している。
1935年夏、ブライオニーの母方の従妹であるローラと、彼女の双子の弟ジャクソンとピエロがタリス家に居候になっている。ブライオニーは偶然の出来事から、セシーリアとロビーの間の関係を誤解し、好意を寄せていたロビーに嫌悪感を抱くようになる。一方でロビーは、しばらくぶりで会ったセシーリアに惹かれている自分に気づく。ロビーはセシーリアに向けた性的な内容の手紙を誤ってブライオニーに託してしまい、ブライオニーは中身を盗み読む。その後、図書室での二人の性交を目撃する。帰省して来たリーオンと彼の友人で実業家の息子のポール・マーシャルが出席したディナーで、双子が逃げ出したことが判明する。ディナーは中断され、一同はチームを組んで双子を探しに行く。
暗闇の中で、ブライオニーはローラが何者かに襲われているのを見るが、加害者ははっきりとは見えない。しかしブライオニーはロビーを告発することにし、暗闇の中でロビーの顔を見たと警官に告げる。ロビーの性的な内容の手紙を警察に提出する。双子を連れて戻ったロビーは警察に連行されるが、セシーリアと彼の母親だけは、彼の無実の主張を信じる。

### 第2部
第二次世界大戦が始まるまでの3年半、ロビーは刑務所で過ごす。彼は軍隊に加わることを条件に釈放される。一方でセシーリアは訓練を受けて看護師になる。彼女はロビーを刑務所へ送った自分の家族と一切の接触を断っている。セシーリアは刑務所を訪問することが許されなかったので、ロビーとは手紙でのみ連絡を取っている。ロビーがフランスの戦場へ向かう前に、二人は一度だけセシーリアの昼食休憩の30分間に会う。二人の再会はぎこちなく始まるが、別れる前には長いキスを交わす。
その半年後、ロビーが送られたフランスでの戦況は悪化して軍隊はちりぢりとなり、ロビーは二人の戦友とともにダンケルクへ向かい後退する。セシーリアからの手紙と逢瀬の思い出が、傷を負ったロビーを歩き続けさせる。彼の唯一の目的は彼女に再び会うことである。ダンケルクの浜に着いたロビーは、船による帰国の前夜に深い眠りに落ちる。

### 第3部
自分の行為を深く後悔したブライオニーは、家族と接触を断ち、ケンブリッジに進むかわりにロンドンで看護研修生となる。戦況が悪化する中、ブライオニーは厳しい訓練をこなし、致命傷を負った若いフランス人兵士リュックなど、多くの戦傷兵の看護をし、最期を看取りながらも小説を書く。ポール・マーシャルとローラの結婚式に出席する。ブライオニーはセシーリアに会いに行き、休暇中のロビーにも再会する。真犯人は使用人のダニーだと考えていた二人に、ブライオニーはポールだと告げて謝罪するも許してはもらえない。ロビーの再審の手続きを始めることを約束するが、ローラが夫のポールを守り切るだろうと予想する。

### 追記
「ロンドン 1999」と題された追記は、日記の形でブライオニー自身により語られている。小説家として名を成し77歳になった彼女は、死病に取りつかれている。実際のロビーはダンケルクで戦死し、セシーリアは1940年のロンドン大空襲の犠牲になっており、ブライオニーは二人に再会していないことが明らかになる。ブライオニーが「贖罪」のために、二人の死を除いてほとんどが事実であるこの小説を書き、二人のためにハッピーエンディングを用意したと語る。

## 登場人物
- ブライオニー・タリス ― リーオンとセシーリア・タリスの妹で、作家を志望している。小説の冒頭では13歳で、密かに思いを寄せるロビー・ターナーが姉セシーリアと恋仲になったことに怒り、ロビーがローラを襲ったと誤って主張して彼を刑務所に送ることに加担する。ブライオニーは時に語り手として、時に主人公として登場し、小説の進行に従って子どもから女性へと成長していく。やがて彼女は「子ども」としての不正行為に気づき、贖罪として小説を書くことを決心する。

- セシーリア・タリス ― タリス家の真ん中の子どもであるセシーリアは、幼馴染のロビー・ターナーと恋に落ちる。その直後ロビーはブライオニーの告発により無実の罪で捕らえられ、セシーリアは恋人を刑務所に送った自分の家族と二度と連絡を取らないことにする。

- リーオン・タリス ― タリス家の長男。帰省に際し友人のポール・マーシャルを連れてくる。

- エミリー・タリス ― ブライオニー、セシーリア、リーオンの母親。重度の片頭痛のためほとんどベッドに横たわっている。

- ジャック・タリス ― 三兄妹の父親。ジャックはしばしば仕事で遅くなるが、それは彼の浮気によることが小説の中で暗示される。

- ロビー・ターナー ― タリス家の敷地内に住む家政婦グレース・ターナーの息子。タリス家三兄妹と一緒に成長したロビーは、一家のことをよく知っている。ジャックの費用で彼はセシーリアと共にケンブリッジ大学で学び、休みに帰宅した際に二人は恋に落ちる。ローラを襲ったのは彼だとブライオニーが告発し、ロビーは刑務所へ送られる。

- グレイス・ターナー ― ロビーの母親で、ジャック・タリスから敷地内に持ち家を与えられた家政婦である。ロビーがローラを襲ったと告発された時、彼女とセシーリアだけはロビーの無実を信じ、グレイスはタリス家を去ることを選ぶ。

- ローラ・クウィンシー ― タリス家三兄妹の従妹で15歳の少女。両親が離婚した後、双子の弟たちといっしょにタリス家にやってくる。ローラはブライオニー作の劇の主人公を演じるはずだったが、中止される。タリス家滞在中に何者かに凌辱される。数年後ポール・マーシャルと結婚する。

- ジャクソンとピエロ・クウィンシー ― ローラの双子の弟でブライオニーたちの従弟。両親の離婚後ローラと一緒にタリス家にやってくる。ブライオニーは彼らにも劇の役を演じてほしかったが、口論から劇が中止となり彼らはがっかりする。

- ダニー・ハードマン ― タリス家の使用人。

- ポール・マーシャル ― リーオンの友人。チョコレート工場を所有する富豪。

- ネトル伍長 ― ロビーと共にダンケルクへ避難する仲間の一人。小説の最後で老境のブライオニーが、ネトル大佐の書いた手紙の束を受け取るが、これが同一人物であるかは判然としない。

- メイス伍長 ― ダンケルクへの避難行を共にするもう一人の仲間。彼は歩兵たちのリンチから空軍の兵士を救い出している。

## 他の文学作品への参照
『贖罪』には数多くの文学作品のテキストへの参照が含まれている。それはグレイの『解剖学』、バージニア・ウルフの『波』、トマス・ハーディの『謎』、ヘンリー・ジェイムズの『ゴールデン・ボウル』、ジェーン・オースティンの『ノーサンガー・アビー』、サミュエル・リチャードソンの『クラリッサ』、ウラジミール・ナボコフの『ロリータ』、ロサムディ・ルマンの『Dusty Answer』、シェークスピアの『テンペスト』『マクベス』『ハムレット』そして『十二夜』などである。マキューアンはまた、L.P. HartleyのThe Go-Betweenに直接影響を受けたとも述べている。
『贖罪』には、文芸評論家で編集者のシリル・コノリーがブライオニーに宛てた（架空の）手紙が含まれている。コノリーのように、エリザベス・ボーウェンはブライオニーの初期の小説をレビューしたことが明らかにされている。

## 受賞と批評
『贖罪』は2001年のブッカー賞小説賞最終候補作に選ばれた。また、2001年のジェイムズ・テイト・ブラック記念賞および2001年のコスタ賞にも最終候補となった。さらに2002年ロサンゼルス・タイムズフィクション賞、2002年全米批評家協会賞、2002年W・H・スミス文学賞、2002年ボーク賞、2004年サンティアゴヨーロッパ小説賞を受賞した。「エンターテインメント・ウィークリー」は第1000号で、1983年から2008年までに出版された100冊の優れた本の中で82番目の小説として挙げている。そしてタイム誌は、その年のベストフィクション小説と名付け、最高に優れた100冊の小説に含めている。オブザーバー紙は『贖罪』を「魅惑的に語られた有罪判決の現代の古典」と呼んで、これまでに書かれた100の最も素晴らしい小説の一つに挙げている。

### 文芸批評
- Crosthwaite, Paul. "Speed, War, and Traumatic Affect: Reading Ian McEwan's Atonement." Cultural Politics 3.1 (2007): 51–70.
- D’hoker, Elke. “Confession and Atonement in Contemporary Fiction: J. M. Coetzee, John Banville, and Ian McEwan.” Critique 48.1 (2006): 31–43.
- Finney, Brian. "Briony's Stand Against Oblivion: The Making of Fiction in Ian McEwan's Atonement." Journal of Modern Literature 27.3 (2004): 68–82.
- Harold, James. "Narrative Engagement with Atonement and The Blind Assassin." Philosophy and Literature 29.1 (2005): 130–145.
- Hidalgo, Pilar. “Memory and Storytelling in Ian McEwan’s Atonement.” Critique 46.2 (2005): 82–91.
- Ingersoll, Earl G. “Intertextuality in L. P. Hartley’s The Go-Between and Ian McEwan’s Atonement.” Forum for Modern Language Studies 40 (2004): 241–58.
- O'Hara, David K. "Briony's Being-For: Metafictional Narrative Ethics in Ian McEwan’s Atonement." Critique: Studies in Contemporary Fiction 52.1 (December 2010): 72–100.
- Salisbury, Laura. "Narration and Neurology: Ian McEwan's Mother Tongue", Textual Practice 24.5 (2010): 883–912.
- Schemberg, Claudia."Achieving 'At-one-ment': Storytelling and the Concept of Self in Ian McEwan's The Child in Time, Black Dogs, Enduring Love and Atonement." Frankfurt am Main: Peter Lang, 2004.
- Phelan, James. “Narrative Judgments and the Rhetorical Theory of Narrative: Ian McEwan’s Atonement.” A Companion to Narrative Theory. Ed. James Phelan and Peter J. Rabinowitz. Malden, MA: Blackwell, 2005. 322-36.

## 論争
2006年の終わり頃、ロマンスと歴史の作家ルシーラ・アンドルーズは、マキューアンの戦時中のロンドンでの看護に関する資料として、1977年の自伝『ロマンスの時間なし』への言及が十分だとは感じられなかったと述べた。マキューアンはアンドルーズへの恩義を認めながらも、盗作は否定した。彼は『贖罪』の謝辞の中にアンドルーズを含めている。そしてジョン・アップダイク、マーティン・エイミス、マーガレット・アトウッド、トマス・キニーリー、ゼイディー・スミス、トマス・ピンチョンなど何人かの作家は彼を擁護した。

## 映画化
脚本クリストファー・ハンプトン、監督ジョー・ライトによる映画化は、2007年9月に英国で、2007年12月に米国でワーキング・タイトル・フィルムズによって公開された。日本では「つぐない」という邦題で2008年に公開された。

## 日本での出版
日本語版『贖罪』は小山太一訳、2003年に新潮社で出版。
　2008年に新潮文庫 上・下 で再刊、2019年に、同文庫・全1冊で新版刊。